# أليوشا فوينوفيتش
أليوشا فوينوفيتش (بالكرواتية: Aljoša Vojnović)‏ هو لاعب كرة قدم كرواتي في مركز الهجوم، ولد في 24 أكتوبر 1985 في أوسييك في كرواتيا. شارك مع منتخب كرواتيا تحت 21 سنة لكرة القدم. أما مع النوادي، فقد لعب مع دينامو بوخارست ونادي أوسييك ونادي رادنيتشكي سبليت ونادي سلافن بيلوبو ونادي كارنتين ونادي مس كرمان.

## وصلات خارجية
- أليوشا فوينوفيتش على موقع اتحاد كرواتيا (الكرواتية)
- أليوشا فوينوفيتش على موقع قاعدة بيانات كرة القدم.إي يو (الإنجليزية)
- أليوشا فوينوفيتش على موقع بيانات كرة القدم. دي إي (الألمانية)
- أليوشا فوينوفيتش على موقع Soccerbase.com (لاعب) (الإنجليزية)
- أليوشا فوينوفيتش على موقع Soccerway.com (الإنجليزية)
- أليوشا فوينوفيتش على موقع عالم كرة القدم.نت (الإنجليزية)